# Erika Abels d’Albert
Erika Abels d’Albert (ur. 3 listopada 1896 w Berlinie, zm. niezn.) – austriacka malarka, graficzka i projektantka mody. 

## Życiorys
Córka wiedeńskiego kolekcjonera sztuki Ludwiga Wilhelma Abelsa. Studiowała w wiedeńskiej szkole malarstwa dla kobiet pod kierunkiem Irmy Duczyńskiej (1911–12) i Felixa Albrechta Harty (1913–14). Malowała portrety, akty i martwą naturę, projektowała ubiory. Już w wieku 16 lat zaprezentowała swoje prace publicznie. Wystawiała w galeriach Künstlerhaus Wien i Galerie Miethke, w Muzeum Sztuki i Przemysłu (niem. Museum für Kunst und Industrie obecnie Museum für angewandte Kunst) czy Świątyni Tezeusza. W 1930 roku wzięła udział w wystawie zorganizowanej przez Zjednoczenie Artystek Sztuk Pięknych Austrii (niem. Vereinigung bildender Künstlerinnen Österreichs (VBKÖ)).
Między 1933 a 1935 rokiem wyemigrowała do Paryża, gdzie od 1929 roku mieszkali jej rodzice. Według przekazów Hansa Roberta Pippala (1915–1998) i jego żony Eugenie Pippal-Kottnig (1921–1998), Erika miała wyemigrować do Paryża w 1941 roku, gdzie utrzymywała się z udzielania prywatnych lekcji języka niemieckiego. Niektóre źródła podają, że zmarła w ubóstwie w 1975 roku.

## Twórczość
Do dziś zachowały się jedynie trzy oryginalne prace Abels:
- Wiener Schaffnerin, 1919, olej na płótnie, Muzeum Miasta Wiednia
- Sitzender Rückenakt, 1921, rysunek kredką, Albertina
- Kopf einer Frau in mittleren Jahren, 1924, szkic węglem, Albertina